# 2021 DH17
2021 DH17 est un objet transneptunien faisant partie des cubewanos.

## Caractéristiques
2021 DH17 mesure environ 230 kilomètres de diamètre.